# 大野光仁
大野光仁（1959年5月11日-）是日本玩具公司TAKARA的玩具設計師，為《微星小超人》和《戴亞克隆》玩具線的主要設計者之一。自1980年以來設計了許多《變形金剛》系列玩具，大野光仁其中一個設計是「CARROBOT」系列，第一個設計後來成為《變形金剛》系列博派閃電光玩具。大野光仁在2010年入選「變形金剛名人堂」。

## 大野光仁設計的變形金剛玩具

### Generation 1系列
- 閃電光（Sunstreaker）
- 探長（Hound）
- 巡弋者（Prowl）
- 藍霹靂（Bluestreak）
- 剎車（Skids）
- 鐵皮（Ironhide）
- 爵士（Jazz）
- 地獄火（Inferno）
- 幻影（Mirage）
- 斯偉伯（Sideswipe）
- 開路先鋒（Trailbreaker）
- 天王星（Starscream）
- 鬧翻天（Skywarp）
- 驚天雷（Thundercracker）
- Camshaft
- Overdrive
- Downshift
- 鋼索（Grimlock）
- 火碳（Slag）
- 淤泥（Sludge）
- 咆哮（Snarl）
- 飛捕（Swoop）
- 大力神（Devastator）
- 閃電（Blitzwing）
- 智慧魔星（Astrotrain）
- 毒气弹 （Octane）
- 大力士（Metroplex）
- 格威龍 （Galvatron）
- 雷電（Raiden）
- 巨無霸福特（Fortress Maximus）
- 超級迅雷（Super Ginrai/ Powermaster Optimus Prime）

## 外部連結
- "變形金剛名人堂" （页面存档备份，存于）
- Transformers Who's Who Hideaki Yoke & Koujin Oono on the History of Transformers - Transformers News - TFW2005 （页面存档备份，存于）